# 奧地利的瑪麗亞·瑪格達列娜 (1689-1743)
奧地利的瑪麗亞·瑪格達列娜（德語：Maria Magdalena von Österreich，1689年3月26日—1743年5月1日），神聖羅馬皇帝利奧波德一世的幼女。
瑪麗亞·瑪格達列娜終生未婚，1743年於維也納去世，享年54歲。